# بالگردگاه ایسرتک
بالگردگاه ایسرتک (به انگلیسی: Isortoq Heliport) یک فرودگاه همگانی است. این فرودگاه در کشور گرینلند قرار دارد .